# Christian Hattenhauer
Christian Hattenhauer (* 6. Mai 1966 in Kiel) ist ein deutscher Rechtswissenschaftler und Rechtshistoriker.
Der Sohn des Rechtshistorikers Hans Hattenhauer studierte von 1987 bis 1992 Rechtswissenschaften an den Universitäten Freiburg im Breisgau, Paris V und Münster. Das Erste Juristische Staatsexamen legte er 1992 in Hamm ab. Ab 1993 leistete Hattenhauer sein Rechtsreferendariat ab, welches er 1996 mit dem Zweiten Juristischen Staatsexamen in Düsseldorf abschloss. An der Universität Münster wurde er 1994 promoviert und 2003 habilitiert.
Christian Hattenhauer wurde 2004 ordentlicher Professor für Bürgerliches Recht und Rechtsgeschichte an der Germanistischen Abteilung des Instituts für geschichtliche Rechtswissenschaft an der Universität Heidelberg als Nachfolger von Adolf Laufs, nachdem er in demselben Jahr einen Ruf an die Friedrich-Alexander-Universität Erlangen-Nürnberg abgelehnt hatte. Vom Beginn des Wintersemesters 2014/15 bis zum Ende des Sommersemesters 2016 war Hattenhauer Dekan der Juristischen Fakultät der Universität Heidelberg.
Seit 2021 ist er Mitglied im Netzwerk Wissenschaftsfreiheit.

## Schriften (Auswahl)
- Wahl und Krönung Franz II. AD 1792. Das Heilige Reich krönt seinen letzten Kaiser. Das Tagebuch des Reichsquartiermeisters Hieronymus Gottfried von Müller und Anlagen (= Rechtshistorische Reihe. Bd. 130). P. Lang, Frankfurt am Main/Bern 1995, ISBN 3-631-48828-9 (Dissertation, Universität Münster, 1994).
- Einseitige private Rechtsgestaltung. Geschichte und Dogmatik (= Heidelberger rechtswissenschaftliche Abhandlungen. Bd. 4). Mohr Siebeck, Tübingen 2011, ISBN 978-3-16-149789-6 (Habilitationsschrift, Universität Münster, 2003).